# Donald E. Savage
Donald Elvin Savage, genannt Don Savage, (* 28. Mai 1917 in Floydada, Texas; † 5. April 1999) war ein US-amerikanischer Paläontologe. Er war Direktor des University of California Museum of Paleontology (UCMP) in Berkeley.

## Leben
Savage wuchs in Canyon (Texas) auf und begann sein Studium in Texas (an der heutigen West Texas A&M University) mit dem Bachelor-Abschluss 1937. Schon damals wandte er sich der Wirbeltier-Paläontologie zu und erwarb 1939 seinen Master-Abschluss an der University of Oklahoma. Danach wurde sein Studium durch Wehrdienst im Zweiten Weltkrieg bei der U.S. Air Force unterbrochen, bei der er sich mit Luftbildauswertung und Kartierung befasste. 1946 setzte er sein Studium an der University of California, Berkeley fort und wurde 1949 mit einer Dissertation über Säugetierfauna des Pleistozän in der San-Francisco-Bay-Gegend promoviert. In Berkeley war er ein Schüler von  Ruben Arthur Stirton. 
Danach wurde er Mitglied der Fakultät in Berkeley und war am Museum für Paläontologie, dessen Direktor er 1966 bis 1971 als Nachfolger von Stirton war. 1966 bis 1975 stand er der Fakultät für Paläontologie vor. 1971/72 war er Präsident der Society of Vertebrate Paleontology, deren Ehrenmitglied er 1989 wurde. 1988 ging er in den Ruhestand, blieb aber wissenschaftlich aktiv.
Er befasste sich besonders mit Säugetier-Fossilien des Tertiär, befasste sich mit Biostratigraphie und benutzte 1964 die Kalium-Argon-Datierung von vulkanischem Gestein für die Datierung von Säugerfossilien. Er entwickelte mit dem Museumspersonal verfeinerte Methoden der Herstellung von Abgüssen und suchte später im Westen der USA mit verfeinerten Sieb- und Waschtechniken nach kleinen Fossilresten von Wirbeltieren aus der späten Kreide und dem frühen Tertiär. In Fortsetzung der Feldforschungen von Stirton grub er in Kolumbien (Tatacoa-Wüste) und verglich die dabei zu Tage geförderte tertiäre Säugerfauna mit der in Patagonien. In den 1960er Jahren grub er mit D. E. Russell im Eozän Frankreichs nach Säugern und später auch im Eozän des Südwestens von Wyoming und in Burma. Er interessierte sich besonders für die frühe Evolution von Primaten im Eozän.

## Schriften
- mit D. E. Russell: Mammalian Paleofaunas of the World, Addison-Wesley 1983